# Furocoumarine

Structure du psoralène

Les furocoumarines (ou furanocoumarines), aussi appelées psoralènes, sont des agents toxiques photosensibilisants. Ils sont le résultat de la fusion d'une coumarine et d'un noyau de furane.
L'une des furocoumarines est le psoralène, largement utilisé en PUVA-thérapie (= psoralène + UVA) pour traiter le psoriasis, l'eczéma et le vitiligo.[réf. nécessaire]
Bien que sans danger mortel pour les mammifères, de nombreuses furocoumarines sont extrêmement toxiques pour les poissons, et certaines sont d'ailleurs utilisées dans les cours d'eau en Indonésie, pour la capture des poissons.
Les familles Apiaceae et Rutaceae comptent le plus grand nombre d'espèces végétales contenant des furanocoumarines. Les familles des Moraceae et des Fabaceae comprennent quelques espèces de plantes largement répandues qui contiennent des furanocoumarines. En général, les furanocoumarines sont plus abondantes dans les plantes qui ont fleuri et dans les graines et les fruits mûrs (à l'exception du figuier commun où les furanocoumarines se trouvent principalement dans la sève laiteuse des feuilles et des pousses, mais pas dans les fruits). Pendant les premiers stades de la croissance de la plante, leur présence n'est pas facile à détecter.

## Exemples
Les furocoumarines connues sont le psoralène, l'angélicine, l'impératorine, la xanthotoxine, le bergaptène et la marmésine (nodakénétine). Le bergaptène, présent dans le zeste de différentes agrumes (citron, mandarine, bergamote), est photosensibilisant. Ainsi, les huiles essentielles d'agrumes doivent être distillées pour l'éliminer.

## Effets

### Problèmes de peau
Les effets de la furocoumarine sont connus des maraîchers et provoquent la maladie des « manipulateurs de céleri », surtout entre avril et août[réf. nécessaire]. Un contact prolongé avec la plante, suivi d'une exposition au soleil, peut provoquer des dermatites aiguës. Le psoralène est un agent mutagène et est utilisé à cet effet dans la recherche en biologie moléculaire.[réf. nécessaire]
Les furocoumarines se lient à l'ADN des cellules qui produisent la kératine (une protéine de la peau), absorbent le rayonnement ultraviolet et transmettent cette énergie aux molécules d'ADN, ce qui brise les liaisons et cause des dommages à la peau. La dictamnine, un alcaloïde, pour lequel l’activité photo-toxique a été récemment découverte, pourrait aussi être impliquée. 

### Interaction avec les médicaments
Une étude de pharmacologues de l'Université de Caroline du Nord, publiée en 2006 concernant le pamplemousse, soulève le fait que les furocoumarines qu'il contient perturberaient l'assimilation de nombreuses molécules de médicaments avec risque de surdosage. Effectivement, les furocoumarines présentes dans le pamplemousse, surtout dans sa pelure, et dans les oranges amères sont des inhibiteurs irréversibles des cytochromes 3A4 (enzymes) et des P-gp (glycoprotéines P, transporteurs d'efflux) au niveau intestinal. Ainsi, toute molécule (médicament) dont le métabolisme dépend de ces enzymes et/ou de ces transporteurs verra sa concentration dans le sang augmenter à divers degrés.